# Неструктурована мережа

Приклад неструктурованої мережі для полігонального аналізу кінцевих елементів

Неструктурована мережа або неправильна мережа — це мозаїка частини евклідової площини або евклідового простору з простими фігурами, такими як трикутники або тетраедри, у неправильному малюнку. Сітки цього типу можна використовувати в скінченно-елементному аналізі, коли аналізований вхід має неправильну форму.
На відміну від структурованих мереж, неструктуровані сітки вимагають переліку зв'язків, що визначає спосіб, яким даний набір вершин складається з окремих елементів (див. графік (структура даних)).
Алгоритм Руперта часто використовується для перетворення багатокутника неправильної форми в неструктуровану мережу трикутників.
Крім трикутників і тетраедрів, часто використовувані елементи в моделюванні скінченних елементів включають чотирикутні (4-вузлові) і гексаедричні (8-вузлові) елементи у 2D і 3D відповідно. Одним з найвикористовуваніших алгоритмів для генерування неструктурованої чотирикутної сітки є «Прокладка». Однак такого широко використовуваного алгоритму для створення неструктурованої шестигранної сітки на загальній тривимірній моделі твердого тіла не існує. «Штукатурка» — це 3D-версія бруківки, але він має труднощі з утворенням шестигранних елементів всередині тіла.